# Menhir de la Roche au Diable
Pour les articles homonymes, voir Roches aux Diables.
Le menhir de la Roche au Diable est un menhir situé à Sougéal, dans le département l'Ille-et-Vilaine.

## Localisation
Le menhir se situe dans un champ à 300 m au sud-est du bourg de Sougéal, à proximité de la route départementale 89, entre les lieux-dits de La Musse (au nord-est) et du Bois-Robert (au sud-ouest). Du champ où est érigé le menhir, il est possible d'apercevoir le Mont-Saint-Michel.

## Description
Le mégalithe possède une forme pyramidale rectangulaire, légèrement effilée à son extrémité. C'est un bloc de granite de 3 m de hauteur, pour 1,9 m de largeur et une épaisseur maximale de 1,2 m d'épaisseur.